# U-421
| U-421                      | U-421                                                          | U-421                                                          |
| -------------------------- | -------------------------------------------------------------- | -------------------------------------------------------------- |
|                            |                                                                |                                                                |
|                            |                                                                |                                                                |
|                            |                                                                |                                                                |
| Під прапором               | Третій рейх                                                    | Третій рейх                                                    |
| Спуск на воду              | 22 вересня 1942 року                                           | 22 вересня 1942 року                                           |
| Виведений зі складу флоту  | 29 квітня 1944 року                                            | 29 квітня 1944 року                                            |
| Сучасний статус            | розібрано на брухт                                             | розібрано на брухт                                             |
| Проєкт                     |                                                                |                                                                |
| Тип ПЧ                     | Торпедний ДПЧ                                                  | Торпедний ДПЧ                                                  |
| Основні характеристики     |                                                                |                                                                |
| Швидкість (надводна)       | 17,7 вузла                                                     | 17,7 вузла                                                     |
| Швидкість (підводна)       | 7,6 вузла                                                      | 7,6 вузла                                                      |
| Робоча глибина занурення   | 100 м                                                          | 100 м                                                          |
| Гранична глибина занурення | 220 м                                                          | 220 м                                                          |
| Екіпаж                     | 44 осіб                                                        | 44 осіб                                                        |
| Розміри                    |                                                                |                                                                |
| Довжина найбільша (по КВЛ) | 67,1 м                                                         | 67,1 м                                                         |
| Ширина корпусу найб.       | 6,2 м                                                          | 6,2 м                                                          |
| Висота                     | 9,6 м                                                          | 9,6 м                                                          |
| Середня осадка (по КВЛ)    | 4,70 м                                                         | 4,70 м                                                         |
| Водотоннажність надводна   | 769 т                                                          | 769 т                                                          |
| Озброєння                  |                                                                |                                                                |
| Артилерія                  | одна палубна гармата калібру 88-мм, одна 20-мм зенітна гармата | одна палубна гармата калібру 88-мм, одна 20-мм зенітна гармата |
| Торпедно- мінне озброєння  | 4 носових і один кормовий ТА. 14 торпед або 26 мін             | 4 носових і один кормовий ТА. 14 торпед або 26 мін             |

U-421 — німецький підводний човен типу VIIC, часів Другої світової війни.
Замовлення на будівництво човна було віддане 10 квітня 1941 року. Човен був закладений на верфі суднобудівної компанії «Danziger Werft AG» у місті Данциг 20 січня 1942 року під заводським номером 122, спущений на воду 24 вересня 1942 року. 13 січня 1943 року увійшов до складу 8-ї флотилії. Також за час служби входив до складу 9-ї та 29-ї флотилій. Єдиним командиром підводного човна був оберлейтенант-цур-зее Ганс Кольбус.
Човен виконав 2 бойових походи, в яких не потопив та не пошкодив жодного судна.
Потоплено 29 квітня 1944 року в Тулоні, Франція (43°07′ пн. ш. 05°55′ сх. д. / 43.117° пн. ш. 5.917° сх. д.) під час американського бомбардування. У 1946 році підводний човен піднято і розібрано на брухт.